# 52
52 је била преступна година.

## Догађаји
- Брак Нерона и Октавије.

- 52-60 - Гувернер Јудеје, Самарије, Галилеје, Перее Марко Антоније Феликс.
- проконзул Ахеје Галије суди Апостолу Павлу (Дела 18:12).
- Завршила се владавина јерменске краљевске династије Артаксијада, која је владала од 189. пне. до 52 н. е.
- 52-53 — Парти заузимају Јерменију.